# تشنغ خه (مركبة فضائية)
تشنغ خه هي مهمة صينية مخططة لإرسال مركبة فضائية إلى كويكب ومذنب والعودة بعينات منهما إلى الأرض.من المخطط إطلاق الرحلة في 2025.